# Pangasius pangasius
Pangasius pangasius är en fiskart som först beskrevs av Hamilton 1822.  Pangasius pangasius ingår i släktet Pangasius och familjen Pangasiidae. Inga underarter finns listade i Catalogue of Life.
Exemplaren blir upp till 150 cm långa.
Arten förekommer i östra Asien från Pakistan och Nepal över Indien till Bangladesh och Myanmar. Fisken hittas främst i stora vattendrag. Fortplantningen sker i vikar under regntiden. Arten har vattenlevande blötdjur, maskar från vattendragens botten och kräftdjur som föda.
Köttet betraktas som mindre smakrik jämförd med andra arter av samma släkte. Trots allt förekommer fiske på arten.
Regionala bestånd hotas av intensivt fiske, nya dammbyggnader och vattenföroreningar. Populationen minskar men den är fortfarande stor. IUCN kategoriserar arten globalt som livskraftig.